# Districte federal
El districte federal o capital federal és una subdivisió d'un territori. En el sistema de govern federal no són considerats estats ni províncies que conformen la federació. Aquests districtes són territoris separats sota control directe del govern federal, i sovint coincideixen amb la capital de la federació o són seus d'alguna branca de govern federal.
És comú que les federacions creïn districtes federals amb l'objectiu d'evitar la influència dels interessos particulars de qualsevol estat o província membre. En aquest cas, se l'anomena Capital Federal per a distingir-la d'altre tipus de capitals (estatals, municipals, provincials).

## Districtes Federals del món
- Amèrica del Nord.
  - Districte de Colúmbia l'entitat que administra Washington DC
  - Districte Federal Mexicà, on es troba la Ciutat de Mèxic.

- Amèrica del Sud
  - Districte Federal Argentí, també anomenat Capital Federal (o més recentment, Ciutat Autònoma de Buenos Aires), on es troba Buenos Aires.
  - Districte Federal brasiler, on es troba Brasília.
  - Bogotà, Districte Cabdal, Colòmbia.
  - Districte Cabdal (Veneçuela) anomenat Districte Capital, on es troba Caracas.

- Austràlia
  - Canberra

- Àsia
  - Territori de la capital nacional (Índia).
  - Territori Federal d'Islamabad (Pakistan).
  - Els tres territoris federals de Malàisia: Kuala Lumpur, la capital, seu del poder legislatiu i el poder judicial. Putrajaya, seu del poder executiu. Les 7 petites illes de Labuan.

- Europa
  - Hi ha 7 districtes federals a Rússia. En la Federació Russa, hi ha 7 districtes federals que són, en canvi, un nivell administratiu addicional entre el nivell nacional i altres subdivisions menors.